# 212 (песня)
«212» (произносится two-one-two) — дебютный сингл американской хип-хоп исполнительницы Азилии Бэнкс. Музыкальная составляющая композиции основана на треке «Float My Boat» бельгийского DJ Basto (Lazy Jay), который также стал продюсером версии Азилии. 6 декабря 2011 года песня официально была выпущена в качестве лид-сингла с дебютного мини-альбома 1991, до той поры песня была доступна для  бесплатного скачивания. Песня тепло была принята в Европе, ей удалось войти в топ-20 чарта Великобритании, а также попасть в чарты стран Бенилюкса. В сентябре песня попала в ротацию BBC Radio 1, где была выбрана «Лучшей записью недели». В конце 2011 года «212» попал в итоговые списки различных изданий, в том числе Pitchfork поместил песню на №9 место, а The Guardian — на 2.
Песня получила своё название в честь телефонного кода Манхэттена, Азилия родом оттуда.

## Отзывы критиков
Песня получила в основном положительные отклики музыкальных критиков. Так, The Guardian написала позитивную рецензию, поместив трек на №2 место в списке лучших песен 2011 года. У Pitchfork получил отметку «Лучший новый трек». Издания The Independent,  NME, The Village Voice, NPR Music также дали положительные отзывы.

### Итоговые списки
| Издание           | Рейтинг                         | Позиция     | Ссылка |
| ----------------- | ------------------------------- | ----------- | ------ |
| The Guardian      | The Best Songs of 2011          | 2           | [ 5 ]  |
| Pitchfork         | The Top 100 Tracks of 2011      | 9           | [ 12 ] |
| NME               | 50 Best Tracks Of 2011          | 18          | [ 10 ] |
| NPR Music         | 100 Favorite Songs Of 2011      | без позиций | [ 11 ] |
| The Village Voice | 47 Great Songs From 2011        | без позиций | [ 13 ] |
| Pazz & Jop        | Underwhelmed And Overstimulated | 6           | [ 14 ] |

## Музыкальное видео
Музыкальное видео «212» было залито на «YouTube» 12 сентября 2011 года, режиссёром стал Винсент Цан. Видео снято в чёрно-белом варианте, Азилия в течение трёх минут танцует около кирпичной стены, а также читает рэп..

## Использование в медиа
Песня была использована в сериалах «Девчонки» (HBO), «Молокососы» (E4), «Куку», а также в нескольких фильмах, в том числе в «Копы в юбках», «Элитное общество» и «Идеальный голос».

## Список композиций
Цифровая загрузка
1. "212" – 3:25

## Чарты

### Еженедельные чарты
| Чарт (2011–12)                             | Пиковая позиция |
| ------------------------------------------ | --------------- |
| Австралия (ARIA)                           | 68              |
| Australia Urban (ARIA)                     | 20              |
| Бельгия/Фландрия (Ultratop 50)             | 17              |
| Бельгия/Фландрия (Ultratop Dance)          | 2               |
| Бельгия/Валлония (Ultratop 50)             | 34              |
| Бельгия/Валлония (Ultratop Dance)          | 36              |
| Европа (Billboard Euro Digital Song Sales) | 16              |
| Ирландия (IRMA)                            | 7               |
| Нидерланды (Dutch Top 40)                  | 14              |
| Нидерланды (Single Top 100)                | 17              |
| Шотландия (OCC Scotland)                   | 12              |
| Великобритания (OCC UK Singles)            | 12              |
| Великобритания (OCC UK Hip Hop/R&B)        | 3               |

### Годовые чарты
| Чарт (2012)                          | Позиция |
| ------------------------------------ | ------- |
| Бельгия (Ultratop 50 Flanders)       | 92      |
| Belgium Dance (Ultratop Flanders)    | 19      |
| Новая Зеландия (Dutch Top 40)        | 99      |
| UK Singles (Official Charts Company) | 44      |

## Сертификации и продажи
| Регион | Сертификация         | Продажи       |           |
| --- | -------------------- | ------------- | --------- |
| | Великобритания (BPI) | 2× Платиновый | 1 200 000 |
| | США                  | —             | 250,000   |
| * Данные о продажах приведены только на основе сертификации. ^ Данные о тиражах приведены только на основе сертификации. |                      |               |           |

## История релизов
| Регион         | Дата           | Формат                 | Лейбл      |
| -------------- | -------------- | ---------------------- | ---------- |
| Великобритания | 16 марта 2012  | Цифровая загрузка      | Polydor    |
| Канада         | 24 апреля 2012 | Цифровая загрузка      | Interscope |
| США            | 24 апреля 2012 | Цифровая загрузка      | Interscope |
| США            | 5 июня 2012    | Contemporary hit radio | Interscope |